# Dicranota irregularis
Dicranota irregularis är en tvåvingeart som beskrevs av Pierre 1922. Dicranota irregularis ingår i släktet Dicranota och familjen hårögonharkrankar.
Artens utbredningsområde är Marocko. Inga underarter finns listade i Catalogue of Life.